# David Albahari
David Albahari (en serbe en écriture cyrillique : Давид Албахари ; né le 15 mars 1948 à Peć (république fédérative socialiste de Yougoslavie) et mort le 30 juillet 2023 à Belgrade (Serbie)) est un écrivain yougoslave puis serbe issu d'une famille juive dont la langue pratiquée était le serbo-croate. Il a plus tard vécu à Zemun, près de Belgrade. Il est membre non résident de l'Académie serbe des sciences et des arts

## Biographie
Après des études de langue et de littérature anglo-américaine, David Albahari débute dès 1963 (à quinze ans) une carrière d’écrivain et se fait connaître grâce à des nouvelles « post-modernes » à la manière de Danilo Kiš. Son recueil de nouvelles Opis smrti (1982) (littéralement : Description de la mort) obtient le Prix Andrić en 1983.
Au début des années 1990, il travaille activement à l'évacuation de la population juive du siège de Sarajevo. Fuyant lui-même son pays avec sa famille en 1994, il réside désormais au Canada, à Calgary (Alberta), où il continue à écrire en serbe. Depuis, il a publié plusieurs romans et recueils de nouvelles, dont certains sont traduits en une quinzaine de langues. David Albahari a par ailleurs traduit les œuvres de nombreux auteurs anglophones dans sa langue maternelle, notamment Vladimir Nabokov, V.S. Naipaul, John Updike, Sam Shepard et Saul Bellow. Il est l’un des écrivains serbes les plus réputés de sa génération avec Svetislav Basara et Goran Petrović.
En 1996, il est lauréat du prix NIN pour son roman L'Appât (Macmac) et, en 2014, le prix Isidora-Sekulić pour son roman Životinjsko carstvo (littéralement : Le règne animal).
Le 29 juillet 2016, David Albahari remporte le premier prix du festival littéraire " Друга приказна " (" Autre histoire ") à Skopje en Macédoine du Nord.

## Œuvres

### Recueils de nouvelles
- Porodično vreme (1973)
- Obične priče (1978) Publié en français sous le titre Récits ordinaires, traduit par Mirko Radojicic, Paris, Centre culturel de la R.S.F. [République socialiste fédérative] de Yougoslavie, coll. « Équivalences » no 7, 1982 (BNF 34690823)
- Opis smrti (1982) (littéralement : Description de la mort)
- Fras u šupi (1984)
- Jednostavnost (1988)
- Pelerina (1993)
- Izabrane priče (1994)
- Neobične priče (1999)
- Drugi jezik (2003)
- Senke (2006) (Ombres)
- Svake noći u drugom gradu (2008)
- 21 priča o sreći (2017)

### Romans
- Sudija Dimitrijević (1978) (littéralement : Le juge Dimitrijević)
- Cink (1988) Publié en français sous le titre Tsing, traduit par Mireille Robin, Paris, Éditions Est-Ouest internationales, coll. « Est-Ouest », 2004  (ISBN 2-9516627-3-4)
- Kratka knjiga (1993) Publié en français sous le titre Le Livre bref[4], traduit par Ljiljana Huibner-Fuzellier et Raymond Fuzellier, Montréal/Paris, Balzac-Le Griot, coll. « Autres rives », 1998  (ISBN 2-907217-79-8)
- Snežni čovek (1995) Publié en français sous le titre L’Homme de neige[5], traduit par Gojko Lukić et Gabriel Iaculli, Paris, Gallimard, coll. « Du monde entier », 2004  (ISBN 2-07-074937-1)
- Mamac (1996) Publié en français sous le titre L'Appât[6], traduit par Gojko Lukić et Gabriel Iaculli, Paris, Gallimard, coll. « Du monde entier », 1999  (ISBN 2-07-075097-3)
- Mrak (1997) Publié en français sous le titre Mrak : ténèbres, traduit par Ljiljana Huibner-Fuzellier et Raymond Fuzellier, Paris, Ginkgo éditeur, coll. « Lettres d'ailleurs », 2007  (ISBN 2-84679-047-7)
- Gec i Majer (1998) Publié en français sous le titre Goetz et Meyer[7], traduit par Gojko Lukić et Gabriel Iaculli, Paris, Gallimard, coll. « Du monde entier », 2002  (ISBN 2-07-075626-2)
- Svetski putnik (2001) Publié en français sous le titre Globe-trotter[8], traduit par Gojko Lukić et Gabriel Iaculli, Paris, Gallimard, coll. « Du monde entier », 2006  (ISBN 2-07-076752-3)
- Pijavice (2006) Publié en français sous le titre Sangsues[9], traduit par Gojko Lukić, Paris, Gallimard, coll. « Du monde entier », 2009  (ISBN 978-2-07-078428-8)
- Ludvig (2007)
- Brat (2008) Publié en français sous le titre Ma femme[10], traduit par Gojko Lukić, Montréal, Les Allusifs no 78, 2009  (ISBN 978-2-922868-91-3)
- Ćerka (2010)
- Kontrolni punkt (2011)
- Životinjsko carstvo (2014)

### Essais
- Prepisivanje sveta (1997)
- Teret (2004)
- Dijaspora i druge stvari (2008)

### Anthologie de nouvelles publiée en français
- Hitler à Chicago : nouvelles canadiennes[11], traduit par Gojko Lukić, Montréal, Les Allusifs no 61, 2007  (ISBN 978-2-922868-68-5)
- « Tentative de description du décès de Ruben Rubenović », in : Milivoj Srebro, Anthologie de la nouvelle serbe, Larbey, Gaïa éditions, 2003 (ISBN 2-84720-018-5, SUDOC 074534963)